# Unipolbrit 2086
O Unipolbrit 2086 (junção de Uni, da Unimor de Gdansk, pol, de Polônia e brit de britânico) foi a versão polaca do computador doméstico Timex Sinclair 2068, produzido numa joint-venture da empresa Unimor com a Timex Computer de Portugal. A máquina possuía um cartucho de emulação do ZX Spectrum, já que não era 100% compatível com aquele micro.

## Características

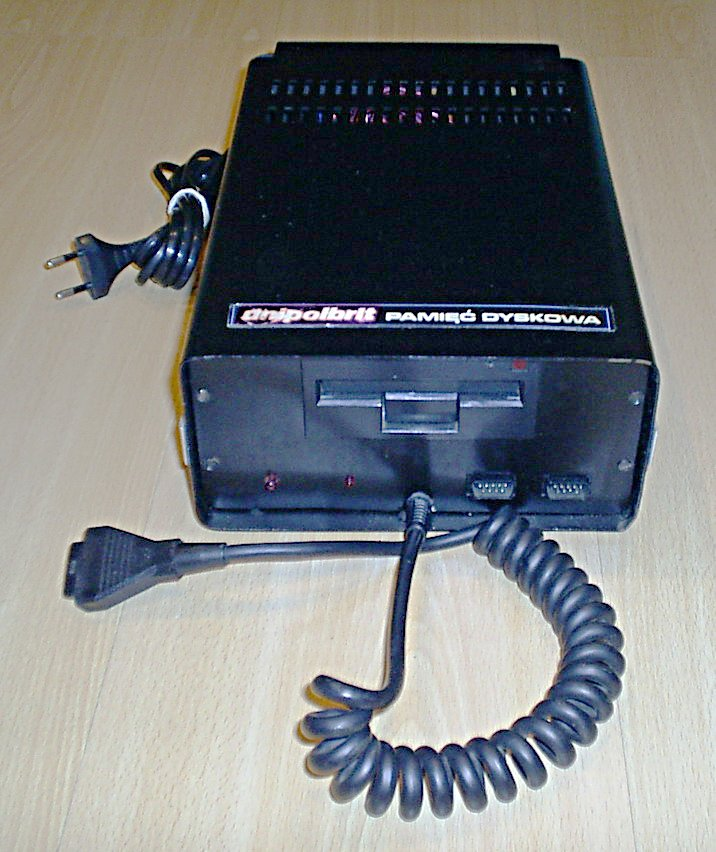
Acionador de disquete de 3".

| UCP           | Zilog Z80A em 3,58 MHz |
| RAM           | 48 KiB (máxima) |
| ROM           | 24 KiB |
| Teclado       | mecânico, 75 teclas, cinco teclas de função, teclas de cursor                                                                     |
| Display       | TV ou monitor de vídeo, 8 cores; texto: 32×24 linhas; gráfico: 256×192 ou 512×192 pixels (monocromático).                         |
| Som           | PSG AY-3-8912, três canais |
| Portas        | interface de gravador cassete, saída para TV, saída para monitor de vídeo RGB, dois conectores para joystick, slot para cartucho. |
| Armazenamento | gravador cassete; até dois drives de 5" 1/4 ou 3".                                                                                |